# Râul Cernușorița
Râul Cernușorița este un curs de apă, afluent al râului Cerna. 